# پورنباخ
پورنباخ (به آلمانی: Pörnbach) یک شهر در آلمان است که در بایرن واقع شده‌است.

## خصوصیات
پورنباخ ۲۲٫۶۴ کیلومترمربع مساحت دارد ۳۹۶ متر بالاتر از سطح دریا واقع شده‌است.